# Capella de Sant Sebastià (Manlleu)
La capella de Sant Sebastià era un edifici de la Colònia Rusiñol, al municipi de Manlleu (Osona), inclòs a l'Inventari del Patrimoni Arquitectònic de Catalunya. Va ser enderrocada el 2009 a causa del mal estat de conservació.

## Descripció
Està situada a l'est del conjunt industrial, amb la façana orientada a ponent. El portal era d'arc apuntat i al damunt hi ha un òcul circular. A cada banda del portal hi havua una finestra també amb arc apuntat, i sembla que hagués disposat d'un campanar d'espadanya. També hi havia un cos annex adossat en la direcció perpendicular a la nau, amb una finestra d'arc apuntat.